# Љиљана Драгутиновић
Љиљана Драгутиновић (Прокупље, 22. септембар 1951) српска је глумица.

## Биографија
Љиљана Драгутиновић је глуму дипломирала на Факултету драмских уметности у Београду, у класи професора Предрага Бајчетића. На сцени позоришта Атеље 212 игра од 1973. године, а стални члан је постала 1976. године.
Била је у браку са политичарем Милорадом Вучелићем, са којим има сина Бранислава и кћерку Ану.

## Улоге
| Год.       | Назив                                  | Улога                           | Напомена                           |
| ---------- | -------------------------------------- | ------------------------------- | ---------------------------------- |
| 1970-е     |                                        |                                 |                                    |
| 1975.      | Госпођа Аои                            | Аои                             | ТВ филм                            |
| 1975.      | Песма                                  | —                               | ТВ серија, 1 еп.                   |
| 1976.      | Врхови Зеленгоре                       | Чaрнa                           |                                    |
| 1976.      | Џангризало                             | учитељица                       | ТВ филм                            |
| 1977.      | Поробџије                              | —                               | ТВ серија, 4 еп.                   |
| 1977.      | Мала ноћна музика                      | —                               | ТВ филм                            |
| 1977.      | Више од игре                           | Милица Живић                    | ТВ серија, главна улога            |
| 1978.      | Молијер                                | —                               | ТВ филм                            |
| 1978.      | Једини дан                             | жена на шалтеру                 | ТВ серија, 1 еп.                   |
| 1978.      | Ласно је научити, него је мука одучити | певачица                        | ТВ серија, 5 еп.                   |
| 1978.      | Сва чуда света                         | —                               | ТВ филм                            |
| 1979.      | Ноћас се моје чело жари                | —                               | ТВ филм                            |
| 1980-е     |                                        |                                 |                                    |
| 1982.      | 13. јул                                | —                               |                                    |
| 1982.      | Дивље месо                             | Вера, жена Симонова             | ТВ филм                            |
| 1983.      | Марија, где си...?                     | Марија                          | ТВ филм                            |
| 1983.      | Малограђани                            | Поља, ћерка Перчихинова         | ТВ филм                            |
| 1984.      | Бањица                                 | Анка Кумануди                   | ТВ серија, 4 еп.                   |
| 1984.      | Откос                                  | Слађана                         | ТВ серија                          |
| 1984.      | Улични певачи                          | —                               | ТВ серија, 1 еп.                   |
| 1985.      | Приче из бечке шуме                    | —                               | ТВ филм                            |
| 1986.      | Мисија мајора Атертона                 | нападнута жена                  | ТВ серија, 1 еп.                   |
| 1988.      | Портрет Илије Певца                    | Невена Певац                    | мини-серија                        |
| 1990-е     |                                        |                                 |                                    |
| 1990.      | Ожалошћена породица                    | Вида, Танасијева жена           | ТВ филм                            |
| 1991.      | Брод плови за Шангај                   | Љиљанина мајка                  | ТВ филм                            |
| 1992.      | Тито и ја                              | тетка                           |                                    |
| 1992.      | Заборављени                            | Мартинова жена                  | ТВ серија, 7 еп.                   |
| 1992.      | Први пут с оцем на јутрење             | Марица                          | ТВ филм                            |
| 1992.      | Кнедле са шљивама                      | Вера                            | ТВ филм                            |
| 1993.      | Пун месец над Београдом                | Алексина мајка                  |                                    |
| 1993.      | Броз и ја                              | тетка                           | мини-серија, 4 еп.                 |
| 1993—1996. | Срећни људи                            | Наталија Шћекић                 | ТВ серија, 49 еп.                  |
| 1994.      | Полицајац са Петловог брда             | Марија                          | ТВ серија, 1 еп.                   |
| 1995.      | Крај династије Обреновић               | Јелена Живановић                | ТВ серија, 3 еп.                   |
| 1995.      | Све ће то народ позлатити              | јетрва                          | ТВ филм                            |
| 1998.      | Бекство                                | Серафима Владимировна Корзухина | ТВ филм                            |
| 1998.      | Ноћ трибада                            | Марија Каролина Давид           | ТВ филм                            |
| 2000-е     |                                        |                                 |                                    |
| 2001.      | Отац                                   | Лаура                           | ТВ филм                            |
| 2002—2003. | Лисице                                 | Сташина мајка                   | ТВ серија, 3 еп.                   |
| 2003.      | Професионалац                          | радница                         |                                    |
| 2004.      | Кад порастем бићу Кенгур               | Брацина мајка                   |                                    |
| 2004—2006. | Стижу долари                           | Вукосава Шћепановић             | ТВ серија, 26 еп.                  |
| 2006—2012. | Бела лађа                              | Персида Пантић                  | ТВ серија, главна улога            |
| 2008.      | Заборављени умови Србије               | —                               | ТВ серија, 1 еп.                   |
| 2010-е     |                                        |                                 |                                    |
| 2011.      | Октобар                                | Марија                          | сегмент Револуција једе своју децу |
| 2017.      | Врати се Зоне                          | Јевда                           |                                    |
| 2017—2019. | Истине и лажи                          | Даница Дана Исидоровић          | ТВ серија, главна улога            |
| 2020-е     |                                        |                                 |                                    |
| 2021.      | Каљаве гуме                            | свекрва                         |                                    |
| 2021.      | Луд, збуњен, нормалан                  | Драгица                         | ТВ серија, 1 еп.                   |
| 2021—2022. | Коло среће                             | Калина Ристић                   | ТВ серија                          |
| 2022.      | Тајне винове лозе                      | баба Анђа                       | ТВ серија, 1 еп.                   |
| 2022.      | Од јутра до сутра                      | Емилија Симић                   | ТВ серија, 6 еп.                   |
| 2023.      | Лако је Ралету                         | Мица Теодоровић                 | ТВ серија, 1 еп.                   |

## Награде
- Глумачки пар године: 1978. (заједно са Петром Божовићем; награђени за улоге у ТВ серији Више од игре)[2]
- Стеријина награда за глумачко остварење: 1981. (за улогу Винке Кромберг у представи Слике жалосних доживљаја)[3]
- Златни ћуран: 2019.[4]
- Златни платан: 2025.[5]